# Телефонний код
Телефонний код — система, яка дозволяє користувачам телефонних пристроїв здійснювати або приймати міжміські та міжнародні телефонні виклики. Код зони нумерації (званий ABC для географічно обумовленої зони нумерації або DEF — для нумерації, яка географічно не підпадає під визначення зони) — дві або три десяткові цифри — та частина телефонного номера, яка вказує міжміський вузол зв'язку.
Телефонними планами нумерації коди зон присвоюються міжміським вузлам зв'язку, так що абонент може зв'язатися з абонентами поза межами свого місцевого вузла зв'язку. Зазвичай код зони, який вказується перед номером абонента, відповідає певному географічному розташуванню.